# Lista de episódios de Life With Boys
O seguinte é uma lista de episódios para a série inicial Life with Boys, que estreou em 9 de setembro de 2011 e no Brasil em 7 de junho de 2012, no Canal YTV no Canadá. Cada episódio de meia hora seguinte Uma Garota de 14 anos chamada Tess Foster como ela navega através do tumulto da vida dos adolescentes, enquanto vivia em casa com seu pai, único superprotetor e três irmãos. Embora Tess adora os homens quatro importantes em sua vida, eles têm quatro perspectivas totalmente diferentes. Apesar das deficiências de ser a única garota em uma casa do sexo masculino, os meninos às vezes podem oferecer conselhos sólidos. Se está construindo a coragem de falar com um menino, lidando com um uma detestável, ou lidar com as repercussões de ser a única menina no time dos meninos wrestling, vida com meninos lança uma luz comédia em muitos momentos difíceis da vida.

## Resumo da Série
| Temporada | Temporada | Episódios | Originalmente exibido | Originalmente exibido | Exibição no Brasil     | Exibição no Brasil     | Exibição em Portugal  | Exibição em Portugal    |
| Temporada | Temporada | Episódios | Estreia de temporada  | Final da temporada    | Estreia de temporada   | Final da temporada     | Estreia de temporada  | Final da temporada      |
| --------- | --------- | --------- | --------------------- | --------------------- | ---------------------- | ---------------------- | --------------------- | ----------------------- |
|           | 1         | 22        | 9 de setembro de 2011 | 9 de outubro de 2012  | 7 de junho de 2012     | 18 de dezembro de 2012 | 16 de abril de 2012   | 23 de outubro de 2012   |
|           | 2         | 18        | 23 de outubro de 2012 | 27 de agosto de 2013  | 9 de fevereiro de 2013 | 29 de agosto de 2014   | 18 de janeiro de 2016 | 16 de fevereiro de 2016 |

## Episódios

### 1.ª Temporada (2011-12)
- Começaram as gravações da Série em janeiro de 2011 e terminou em junho de 2011.

| Série # | Temporada # | Título                                                                               | Diretor(es)   | Roteirista(s)                          | Datas de exibição                             | Código de Produção |
| --- | ----------- | ------------------------------------------------------------------------------------ | ------------- | -------------------------------------- | --------------------------------------------- | ------------------ |
| 1 | 1           | "Luta Livre" "Wrestling with Boys"                                                   | Steve Wright  | Douglas Lieblein & R.J. Colleary       | 9 de setembro de 2011 7 de junho de 2012      | 102                |
| Tess Foster quer se juntar a equipe de luta da escola, mas seu pai, que também é professor da escola, diz, no ginásio que como ela não é um menino ela pode se machucar muito mais fácil. Tess fica furiosa e não gosta de ser estereotipada. Para que ela possa se juntar à equipe, embora seu pai lhe disse que não, ela se disfarça de garotoo. Nota: Tess pode ser uma menina, mas suas vestimentas tipícos de garota, ela usa muito anéis e faz coisas femininas, como a sua adesão à equipe de tocida e furar as orelhas. Participação especial: Genevieve Kang Como Garota do Pôster e Austin Macdonald Como Andy Jacobs |             |                                                                                      |               |                                        |                                               |                    |
| 2 | 2           | "Vida Perfeita com eles" "A Perfect Life with Boys"                                  | Stefan Scaini | Julie Sherman Wolfe                    | 16 de setembro de 2011 14 de junho de 2012    | 106                |
| Tess teve o suficiente de seus irmãos que saem do banheiro sujo e monopolizando o controle remoto. Ela está particularmente irritada com os seus costumes no jantar todas as noites. Tess acredita ter encontrado a solução para seu problema, e convida sua avó para ficar com eles. No entanto, sua avó também muda Tess, o que deixa Tess já não tenho certeza se ela ainda tem o direito de alterar seu comportamento. Nota: Este episódio marca a primeira aparição da vovó Helen. Participação especial: Judy Marshak como vovó Helen |             |                                                                                      |               |                                        |                                               |                    |
| 3 | 3           | "Papo de Macaco com Spencer e Sam" "Monkey Talk with Boys"                           | Steve Wright  | Michael Poryes                         | 23 de setembro de 2011 21 de junho de 2012    | 108                |
| Tess e Allie estão super animadas quando são convidadas para a festa do ano. Tess faz de tudo para convencer o anfitrião da festa para convidar seu irmão Sam, que trabalha. O que ela não percebe, porém, é que Sam é ridicularizado na frente de todos. Quando Tess diz a Sam a verdade, ele fica arrasado. Apenas Sam pede uma coisa presente para torcer, e Tess faz uma observação interessante: os caras parecem ter sua própria linguagem. Participação especial: Chelsea Clark como Stacey, Francesca Martin como Kaylee, Maxwell Uretscomo Billy e Daniel Wilson como Nerdy Nicky |             |                                                                                      |               |                                        |                                               |                    |
| 4 | 4           | "Na Diretoria" "In the Principal's Office with Boys"                                 | Steve Wright  | Douglas Lieblein                       | 7 de outubro de 2011 28 de junho de 2012      | 105                |
| Tess e Allie tem pouco tempo para si e muitas vezes argumentam sobre ninharias. Elas querem salvar sua amizade e fazer um pacto: Tess está disposta a tentar, uma líder de torcida, e Allie vem junto em um acampamento com a família Foster. Eles descobrem que a amizade verdadeira não tem necessariamente passatempos comuns. Participação especial: Chelsea Clark como Stacey e Francesca Martin como Kaylee |             |                                                                                      |               |                                        |                                               |                    |
| 5 | 5           | "Alerta de Problema com o Pai" "This Time the Problem Is with Dad and Not with Boys" | Steve Wright  | Julie Sherman Wolfe                    | 14 de outubro de 2011 5 de julho de 2012      | 114                |
| Tess quebra sua promessa que fez para Jack, que ela não iria receber suas orelhas furadas até que ela tivesse 15 anos, mas antes que ela possa lhe dizer a verdade, ele dá sua permissão... mas ela pode ir a uma festa sabendo que ela mentiu para chegar lá? Enquanto isso, Sam, Gabe, Spencer e Walter (seu cachorro) estão todos com raiva de Jack, pois ele não consegue lembrar o código de acesso dos pais. Esse tempo todo que ele estava fazendo o antigo porque, Spencer mudou a senha para que apenas ele pode assistir TV. Participação especial: Nicki Gallo como Técnico de Furar Orelhas |             |                                                                                      |               |                                        |                                               |                    |
| 6 | 6           | "Morte Social" "Social Death with Boys"                                              | Steve Wright  | Steven Peterman                        | 4 de novembro de 2011 12 de julho de 2012     | 113                |
| Quando Jack descobre que Tess e Sam foram incluídos na equipe de matemática na escola, ele fica completamente fora de si. A fim de manter o seu orgulho, Tess relutantemente concorda em unir as Mathletes. No entanto, não é fácil para ela, porque ela sabe que sua reputação como uma garota legal está em risco. Mas então ela faz uma descoberta surpreendente: Os profissionais de matemática outros próprios são muito legais. Mais tarde, em um filme Tess faz uma coisa muito embaraçosa, e eles queriam publicá-la em torno da escola... Participação especial: Chelsea Clark como Stacey, Ryan Bobkin como Gordon, Tyler Murree como Pássaro em um Fio (voz) e Daniel Wilson como Nerdy Nicky                                |             |                                                                                      |               |                                        |                                               |                    |
| 7 | 7           | "Encontro do Papai" "Set Up's with Boys"                                             | Steve Wright  | Michael Poryes                         | 11 de novembro de 2011 19 de junho de 2012    | 103                |
| Tess está preocupada que seu pai iria ficar solteiro. Então ela decide criar um perfil online em um site de namoro, e é ativamente atualizado por Allie. A fim de anunciar de forma mais eficaz, elas secretamente criam um vídeo de Jack e colocam online. O vídeo é muito acessado no site: Cerca de 700 pessoas interessadas em namorar Jack, mas ele pode realmente "encontrar o verdadeiro amor?" Participação especial: Mary Ashton como Cynthia e David Sparrow como Sherman & Shermina Nota: Na primeira parte deste episódio Tess e Allie estão assistindo a um espetáculo chamado de Cirurgia das Estrelas que é uma paródia de Dancing with the Stars                                                                        |             |                                                                                      |               |                                        |                                               |                    |
| 8 | 8           | "Gafe Com Eles" "The Big Kiss Off with Boys"                                         | Steve Wright  | Gracie Glassmeyer & Steven James Meyer | 18 de novembro de 2011 26 de julho de 2012    | 101                |
| Allie concorda em fingir que está saindo com Sam para reconstruir sua reputação depois de envergonhá-lo. Nota: Este foi o primeiro episódio de Life with Boys a ser filmado. |             |                                                                                      |               |                                        |                                               |                    |
| 9 | 9           | "O Natal dos Foster" "Chrisbus with Boys"                                            | por anunciar  | por anunciar                           | 9 de dezembro de 2011 18 de dezembro de 2012  | 112                |
| Tess e seus irmãos encontram os seus planos de Natal arruinados quando Jack anuncia que ele quer que todos fiquem juntos para surpreender a sua avó para o Natal. Nota: Este episódio marca a segunda aparição da vovó Helen. Isto marca o primeiro feriado do episódio de Life with Boys Participação especial: Judy Marshak como vovó Helen |             |                                                                                      |               |                                        |                                               |                    |
| 10 | 10          | "Tess Versus Bobby Parelli" "Disarmed with Boys"                                     | Stefan Scaini | Steven Peterman                        | 28 de dezembro de 2011 2 de agosto de 2012    | 109                |
| Jack acredita que, graças ao talento de Tess, ela poderia competir no Wrestling Escola de Campeonatos e realmente ganhar. No entanto, Tess está programada para competir contra o campeão do ano passado, Bobby Parelli. Os dois têm uma competição pré-jogo, mas acabam deixando ele ir muito longe tornando impossível para eles a competir no jogo real. Participação especial: Austin Macdonald como Andy Jacobs, John-Alan Slachta como Bobby Parelli e Naomi Snieckus como Mrs. Hooper |             |                                                                                      |               |                                        |                                               |                    |
| 11 | 11          | "A Batalha dos Banheiros" "Bathroom Battles with Boys"                               | Stefan Scaini | Douglas Lieblein                       | 9 de março de 2012 11 de novembro de 2012     | 118                |
| Todas as manhãs há descordia no meio da família Foster sobre o banheiro. A fim de acabar com a briga de uma vez por todas, Jack decide criar um banheiro privativo para Tess. No entanto, Jack tem de ter um segundo emprego para pagar os custos de construção. Tess sente-se culpada e se pergunta se outro banheiro é realmente necessário. Nota: Este foi o primeiro episódio a ir ao ar, em 2012, após uma pausa de 3 meses. Participação especial: Peter DaCunha como Amusement park kid e Brittany Gray como Flight Attendant |             |                                                                                      |               |                                        |                                               |                    |
| 12 | 12          | "Motivos Errados com eles" "Misguided Motives with Boys"                             | Steve Wright  | Steven James Meyer                     | 23 de março de 2012 3 de novembro de 2012     | 107                |
| Desde Tess se juntou à equipe wrestling, ela não tem saido muito com um menino. Kaylee diz que as meninas que estão na equipe de luta não são atraentes para os meninos. Para provar que Kaylee está errada, Tess decide ir em num encontro, mas não consegue encontrar um. Felizmente ela tem irmãos. Participação especial: Francesca Martin como Kaylee |             |                                                                                      |               |                                        |                                               |                    |
| 13 | 13          | "Problemões" "Double Trouble with Boys"                                              | Stefan Scaini | Douglas Lieblein                       | 6 de abril de 2012 16 de agosto de 2012       | 111                |
| Allie e Tess deixam claro que Tess não quer sair com Bobby. Então Bobby e Tess começam, secretamente, a sairem até Tess encontrar coragem para dizer a verdade Allie. Mas quando uma foto de Tess, Bobby e Emily Osment aparece no jornal, é cada vez mais difícil para Tess para mantê-la em segredo de Allie. No final, Allie diz que Tess pode ficar com Bobby. Participação Super especial: Emily Osment como Ela Mesma Participação especial: John-Alan Slachta com Bobby Parelli Nota: Este era para ser Parte 2 de um episódio de uma hora de duração, juntamente com Trouble with Boys, mas este episódio foi ao ar em primeiro lugar, causando erros de continuidade. YTV fez isso para tirar o pensamento de telespectadores. |             |                                                                                      |               |                                        |                                               |                    |
| 14 | 14          | "Problemas" "Trouble with Boys"                                                      | Stefan Scaini | Douglas Lieblein                       | 13 de abril de 2012 9 de agosto de 2012       | 110                |
| Tess é totalmente surpreendida quando ela descobre que Allie começa a sair com Bobby Parelli. Tess encontra com os dois ao cinema, mas ela aproveita a oportunidade para mostrar para Bobby todas as diferenças entre ele e Allie. No entanto, isso faz com que Bobby tenha um fim súbito com Allie e, em vez mostrar interesse em Tess. Participação especial: John Alan-Slachta como Bobby Nota: Este era para ser parte 1 de um episódio de uma hora de duração, juntamente com Double Trouble with Boys, mas este episódio foi ao ar na segunda, causando erros de continuidade. |             |                                                                                      |               |                                        |                                               |                    |
| 15 | 15          | "Quando Acontece Algo Melhor Com Eles" "When Something Better Comes Along with Boys" | por anunciar  | por anunciar                           | 18 de maio de 2012 4 de novembro de 2012      | 116                |
| Depois que Tess começou a namorar Bobby, ela passa muito tempo com ele e sempre se esquece de Allie, o que faz com que ela fique com raiva. Nota: Este episódio foi ao ar no Reino Unido em 18 de maio de 2012. Participação especial: John Alan-Slachta como Bobbie |             |                                                                                      |               |                                        |                                               |                    |
| 16 | 16          | "Tess Acaba com Bobby" "Hitting the Breaks with Boys"                                | por anunciar  | Douglas Lieblein                       | 25 de maio de 2012 10 de novembro de 2012     | 117                |
| Depois de Tess rompe com Bobby, Allie quer que ela namore com alguém, mas ela continua dizendo que ela não está pronta. Enquanto isso, Gabe tem que passar por um exame de condução. Participação especial: Dale Whibley como Connor McGill, John Alan-Slachta como Bobby (flashback do episódio anterior), |             |                                                                                      |               |                                        |                                               |                    |
| 17 | 17          | "À Moda da Casa" "Fashion Faux Pas with Boys"                                        | por anunciar  | por anunciar                           | 1 de junho de 2012 23 de agosto de 2012       | 115                |
| Quando um guru da moda trata de Westfield, Tess tenta impressioná-lo, criando um design contest-winning que vai levá-la à caminho até Nova York. Participação especial: Christian Golec como Bucket Kid e Alexander Conti como Travis |             |                                                                                      |               |                                        |                                               |                    |
| 18 | 18          | "Feliz Tess-Foster-Anual de Aniversário" "Birthdays with Boys"                       | por anunciar  | por anunciar                           | 14 de setembro de 2012 28 de junho de 2012    | 104                |
| O coração de Jack fica pesado quando ele vê como rapidamente seus filhos estão crescendo. Isso se torna mais difícil para Tess, que está tentando não fazer seu aniversário de 15 anos se sente como se estiesse em um aniversário de uma criança. Nota: O episódio foi ao ar na Alemanha e foi ao ar na Grécia |             |                                                                                      |               |                                        |                                               |                    |
| 19 | 19          | "Dedurar, Não É Com Eles" "Smokin' with Boys"                                        | por anunciar  | por anunciar                           | 21 de setembro de 2012 18 de novembro de 2012 | 120                |
| Quando Tess acha que Sam está fumando em uma tentativa de integrar um grupo de estudantes, ela organiza uma reunião secreta com Gabe para intervir. Participação especial: Fransesca Martin como Kaylee |             |                                                                                      |               |                                        |                                               |                    |
| 20 | 20          | "Pesadelo Com Eles" "Nightmares with Boys"                                           | por anunciar  | por anunciar                           | 25 de setembro de 2012 24 de novembro de 2012 | 121                |
| Tess, juntamente com Gabe, descobre que Sam anda fumando. Mais uma vez faz um reunião secreta junto com Gabe para eles tentarem fazer o irmão parar de fumar. |             |                                                                                      |               |                                        |                                               |                    |
| 21 | 21          | "Tess VS. Sam" "Driven Crazy with Boys"                                              | por anunciar  | por anunciar                           | 2 de outubro de 2012 25 de novembro de 2012   | 122                |
| Tess e Sam estão ficam loucos. Eles estão sempre em uma competição permanente um com o outro, e depois de quinze anos, para eles fica cada vez mais difícil de tolerar tantas disputas. Mas, então, Tess recebe uma bolsa para outra escola e diz que sim sem hesitar. Mas é uma mudança de escola realmente uma boa ideia? |             |                                                                                      |               |                                        |                                               |                    |
| 22 | 22          | "Tess rumo:a Italia" "Blah, Blah, Blah with Boys"                                    | por anunciar  | por anunciar                           | 9 de outubro de 2012 17 de novembro de 2012   | 119                |
| Tess e Allie ficam ansiosas para uma excursão escolar à Itália. Mas acontece uma desgraça incrível quando Tess é atribuída em um quarto com Kaylee e tem de se sentar ao lado dela no avião. |             |                                                                                      |               |                                        |                                               |                    |

### 2.ª Temporada (2012-13)
Foi anunciado que Life with Boys foi renovado uma segunda temporada. Filmagens começaram em 4 de setembro de 2012 em 2012 Toronto. The Próximo Star Brooklyn Roebuck aparecerá nesta temporada no início de 2013.
| Serie # | Temporada # | Título                                                                  | Dirigido por | Escrito por                                                             | Estreia Original                                                      | Código de Produção |
| ------- | ----------- | ----------------------------------------------------------------------- | ------------ | ----------------------------------------------------------------------- | --------------------------------------------------------------------- | ------------------ |
| 23      | 1           | "Você quer Dançar com Eles" "Do You Wanna Dance With Boys"              | Steve Wright | História por: Michael Poryes & Steven Peterman teleplay por: Ari Posner | 23 de outubro de 2012 6 de junho de 2014 18 de janeiro de 2016        | 206                |
| 24      | 2           | "Irritada com Eles" "Naughty and Nice with Boys"                        | Steve Wright | História por: Michael Poryes & Steven Peterman teleplay por: Ari Posner | 11 de dezembro de 2012 9 de fevereiro de 2013 19 de janeiro de 2016   | 204                |
| 25      | 3           | "Bla,Bla,Bla com Eles" "Girl-Entine's Day With Boys"                    | Steve Wright | História por: Michael Poryes & Steven Peterman teleplay por: Ari Posner | 14 de fevereiro de 2012 10 de fevereiro de 2013 20 de janeiro de 2016 | 211                |
| 26      | 4           | "Promover a Mudança com Eles" "Promoting Change With Boys"              | Steve Wright | Heather Wordham                                                         | 19 de março de 2013 30 de maio de 2014 21 de janeiro de 2016          | 205                |
| 27      | 5           | "Obtendo-se fora do tatame com Eles" "Getting Up Off The Mat With Boys" | Steve Wright | Billy Grundfest                                                         | 26 de março de 2013 18 de julho de 2014 25 de janeiro de 2016         | 212                |